# Aeroportul Feira de Santana
Aeroportul Feira de Santana (IATA: FEC, ICAO: SBFE, SDIY) este un aeroport din Feira de Santana, Bahia, Brazilia ce deservește zona Feira de Santana. Aeroportul a fost tranzitat în 2022 de 622 de pasageri. A fost numit după zona deservită.
Situat la o altitudine de 238 m, aeroportul dispune de 2 piste.

## Infrastructură

### Piste
Aeroportul dispune de 2 piste. Pista 13/31 are suprafața de asfalt și dimensiunile 1.500 m × 30 m. Pista 13/31 are suprafața de loam[*] și dimensiunile 1.050 m × 23 m. 